# Gnuteca
Gnuteca è un software libero per l'automatizzazione e l'amministrazione delle biblioteche, distribuito con licenza GNU GPL.

## Nascita e sviluppo
La prima versione nasce nel 2001 presso l'università Univates, a Porto Alegre, in Brasile, come modulo operativo di MIOLO, sistema informativo integrato dell'università (SAGU-Sistema Aberto Gestão Unificada).
In particolare Gnuteca soddisfa i requisiti operativi definiti con l'analisi delle esigenze del sistema bibliotecario dell'Univates, composto, allora, da circa 30.000 volumi, distribuiti su 4 sedi.
Agli inizi del 2006 l'Università Lyon II, di Lione, Francia ha istituito un team di lavoro per valutare l'adozione del sistema e tradurlo in francese, in piena collaborazione con la casa madre SOLIS (Cooperativa de Soluções Livres).
Oggi il sistema può essere utilizzato sia in piccole realtà locali che in reti con più di 100.000 esemplari, senza alcun limite alle stazioni di lavoro collegate al sistema.

## Caratteristiche funzionali
- Sistema basato sul web, in modalità client-server
- modulo base WEBOPAC: catalogazione, amministrazione del sistema, prenotazione e proroga dei prestiti
- Supporto multilingue
- aderenza allo standard bibliografico MARC21
- import diretto di dati in formato ISIS (UNESCO)

## Ambiente operativo
- Sistema operativo GNU/Linux
- Server applicativo Apache
- Linguaggio PHP
- Database PostgreSQL o Mysql
- Interfaccia grafica WEB per tutte le funzioni
- Interfaccia grafica basata su GTK+ per il solo prestito
- Ambiente ospite: MIOLO, licenza GNU GPL
- Browser web consigliato: Firefox